# Sericornis beccarii
El sedosito de Beccari (Sericornis beccarii) es una especie de ave paseriforme de la familia Acanthizidae. Se encuentra en los bosques húmedos tropicales del norte de Australia, Indonesia y Papúa Nueva Guinea. Es ahora considerado congéneres con S. Magnirostris. No se encuentra amenazado.